# 365131 Hassberge
365131 Hassberge è un asteroide della fascia principale. Scoperto nel 2009, presenta un'orbita caratterizzata da un semiasse maggiore pari a 2,3578894 UA e da un'eccentricità di 0,1777561, inclinata di 1,68187° rispetto all'eclittica.